# Бакшеевское сельское поселение (Омская область)
Бакшеевское се́льское поселе́ние — муниципальное образование в Тевризском районе Омской области Российской Федерации.
Административный центр — село Бакшеево.

## История
Статус и границы сельского поселения установлены Законом Омской области от 30 июля 2004 года № 548-ОЗ «О границах и статусе муниципальных образований Омской области»

## Население
| 2010 | 2011  | 2012  | 2013  | 2014  | 2015  | 2016 |
| ---- | ----- | ----- | ----- | ----- | ----- | ---- |
| 1068 | ↘1066 | ↘1049 | ↘1039 | ↘1030 | ↘1017 | ↘995 |
| 2017 | 2018  | 2019  | 2020  | 2021  | 2023  |      |
| ↘980 | ↘941  | ↗947  | ↘932  | ↘848  | ↘823  |      |

## Состав сельского поселения
| № | Населённый пункт | Тип населённого пункта       | Население |
| - | ---------------- | ---------------------------- | --------- |
| 1 | Бакшеево         | село, административный центр | 528       |
| 2 | Нагорно-Аёвск    | деревня                      | ↗254      |
| 3 | Ташетканы        | деревня                      | ↘286      |